# Pecos Valley Southern Railway
El Pecos Valley Southern Railway es un ferrocarril de una línea cora con sede en Pecos, Texas, al sur de Estados Unidos.
El PVS opera una línea de 47,2 kilómetros desde Saragosa a un intercambio con la «Union Pacific» en Pecos . La línea general es paralela a la carretera estatal 17. La ruta del ferrocarril en general se compone de arena, grava, y el mineral de barita.
La línea fue inaugurada el 1 de mayo de 1910 entre Pecos y Toyahvale (a una distancia de 64,5 km). El segmento entre Toyahvale y Saragosa fue abandonada en 1971 .
De 1927 a 1946, el ferrocarril fue controlado por la «Texas and Pacific Railroad» (ahora parte de la «Union Pacific»).
El 1 de septiembre de 2012, el ferrocarril actual (PVSR) comenzó a operar como una subsidiaria de Servicios de Transporte Watco, LLC, en virtud de un contrato de arrendamiento a largo plazo alcanzado con el PVSR .